# Orune
Orune ist eine Gemeinde in der Provinz Nuoro in der italienischen Region Sardinien mit 2098 Einwohnern (Stand 31. Dezember 2023).

## Geographie
Orune liegt etwa 21 km nördlich von Nuoro.  
Die Nachbargemeinden sind: Benetutti (SS), Bitti, Dorgali, Lula, Nule (SS) und Nuoro.

## Kultur und Sehenswürdigkeiten
Recht bekannt ist das nahe Brunnenheiligtum Su Tempiesu.
Der italienische Schriftsteller Carlo Levi kam auf seinen Sardinien-Reisen immer gerne nach Orune, er schätzte dessen ursprünglichen Charakter und die gemütlichen Küchen, wo sich die Dorfbevölkerung traf.

## Söhne und Töchter der Gemeinde
- Ignazio Sanna (* 1942), katholischer Geistlicher, Erzbischof von Oristano